# Catharina Klein
Catharina Klein, född 1861, död 1929, var en tysk målare, känd för sina blomster- och fruktmotiv. 
Hon var studerade vid den konstskola som drevs av Verein der Künstlerinnen und Kunstfreundinnen.